# Barrow (Shropshire)
Barrow – osada w Anglii, w hrabstwie Shropshire. Leży 21 km na południowy wschód od miasta Shrewsbury i 203 km na północny zachód od Londynu.